# Mati Unt
Mati Unt (Linnamäe, 1 januari 1944 - Tallinn, 22 augustus 2005) was een Estse schrijver en theaterregisseur. Hij wordt beschouwd als een van de meest prominente figuren in de Estse literatuur en theaterwereld.
Mati Unt werd geboren op 1 januari 1944 in Linnamäe. Hij voltooide  in 1967 een diploma in de Estse filologie aan de Universiteit van Tartu. Na zijn studie werkte hij van 1966 tot 1972 bij het Vanemuise-theater en van 1975 tot 1981 als hoofd van de literaire afdeling van het Estse Socialistische Republiek Jeugdtheater. Gedurende zijn carrière werkte hij ook als regisseur bij verschillende andere theatergezelschappen, waaronder het Tallinna Linnateater en het Eesti Draamateater. Hij was ook actief als docent en was van 2005 tot aan zijn dood professor in de vrije kunsten aan de Universiteit van Tartu. Hij overleed op 22 augustus 2005 op 61-jarige leeftijd in Tallinn.
Mati Unt heeft een omvangrijk oeuvre achtergelaten, dat zowel romans, verhalen, toneelstukken, essays als filmscenario's omvat. Zijn romans en verhalen worden gekenmerkt door een diepgaande psychologische exploratie en een unieke stijl. Enkele van zijn bekendste werken zijn "Hüvasti, kollane kass" (1963), "Sügisball" (1979), "Öös on asju" (1990) en "Doonori meelespea" (1990). Zijn toneelstukken omvatten onder andere "Vaimude tund Jannseni tänaval" (1984) en "Meister ja Margarita" (2001), gebaseerd op de gelijknamige roman van Michail Boelgakov. Zijn boek Sügisball werd in 2007 verfilmd.